# (2689) Bruxelles
Pour les articles homonymes, voir Bruxelles (homonymie).
(2689) Bruxelles est un astéroïde de la ceinture principale découvert le 3 février 1935 à l'observatoire royal de Belgique par l'astronome belge Sylvain Arend. Sa désignation provisoire était 1935 CF.
Il a été ainsi baptisé en référence à la ville de Bruxelles, la capitale de la Belgique.